# کریشنا پونیا
کریشنا پونیا (متولد ۱۹۷۷ مه ۵) ورزشکار دو و میدانی اهل هند است. وی در مسابقات کشوری و بین‌المللی در مجموع برندهٔ ۱ مدال طلا، ۲ مدال برنز شده‌است. وی در بازی‌های المپیک ۲۰۰۴، ۲۰۰۸ و ۲۰۱۲ شرکت کرد. در سال ۲۰۱۰ در بازی‌های مشترک‌المنافع دهلی، موفق به کسب یک مدال طلا شد. او رکورد ملی کنونی برای طولانی‌ترین پرتاب دیسک ۶۴٫۷۶ متر دارد.

## اوایل زندگی
پوینا در ۵ مه ۱۹۷۷ در اگروها روستای هاریانا در منطقه حصار. متولد شد. وی پس از فوت مادرش هنگام ۹ سالگی توسط پدر و مادربزرگ پدری بزرگ شده‌است. آمادگی جسمی کریشنا در نتیجه کار در زمین خانوادگی از ۱۵ سالگی مورد تحسین واقع شد و تحت آموزش دقیق ورزشی قرار نگرفت.
در سال ۲۰۰۰، وی با وایرندر سینگ پونیا، ورزشکار سابق که پس از ازدواج به عنوان مربیگری مشغول بود، ازدواج کرد. آنها در سال ۲۰۰۱ دارای یک فرزند شدند. این زوج برای راه‌آهن هند کار می‌کردند اما در سال ۲۰۱۳، پونیا استعفا داد و به مجلس پیوست. آنها در جایپور زندگی می‌کنند. پونیا بی‌ای هنرهای جامعه‌شناسی را از Kanoria PG Mahila Mahavidyalaya در جایپور کسب کرد.

## حرفه
در بازی‌های آسیایی ۲۰۰۶ دوحه موفق به کسب مدال برنز شد. او در دومین تلاش خود بهترین عملکرد شخصیش را در ۶۱٫۵۳ متر پرتاب کرد و پشت سر آمین سینگ (۶۳٫۵۲) و ما زونجون هر دو از چین (۶۲٫۴۳) با مقام سومی دست یافت.
وی در ۴۶ مین دوره مسابقات قهرمانی دو و میدانی Open Championship در حالی که از ثبت نام کنندگان حرفه ای ۶۰٫۱۰ متر فاصله داشت یک مدال طلا کسب کرد.
او در بازی‌های المپیک تابستانی ۲۰۰۸ پکن به رقابت پرداخت، اما نتوانست به فینال راه یابد، و با پرتاب ۵۸٫۲۳ به کارش در مرحله مقدماتی پایان داد.
در ۸ مه ۲۰۱۲، وی ۶۴٫۷۶ متر پرتاب را در هاوایی ایالات متحده انجام داد، که رکورد ملی جدید است. او همچنین در بازی‌های آسیایی گوانگژو، ۲۰۱۰، مدال برنز را به دست آورد.

## زندگی سیاسی
در سال ۲۰۱۳، او در یک تظاهرات انتخاباتی در چورو - منطقه ولسوالی شوهرش - با حضور راهول گاندی و سپس وزیر خارجه اشوک قلووت، پس از نزدیک شدن به رهبری کنگره، به حزب INC پیوست.
در انتخابات مجلس قانونگذاری راجستان سال ۲۰۱۳، وی اولین انتخابات خود را از حوزه انتخابیه مجمع صدولپور به عنوان کاندیدای کنگره انتخاب کرد و در آنجا پس از حزب بهاراتیا جاناتا و BSP سوم شد. در انتخابات مجلس قانونگذاری راجستان در سال ۲۰۱۸، وی دوباره به رقابت پرداخت و با کسب ۱۸۰۸۴ رای پس از دریافت ۷۰۰۲۰ رای، همان کرسی را در لیست کنگره به دست آورد.

## افتخارات
- در یافت جایزه پادما شری در سال ۲۰۱۱: از سوی دولت هند.[۴]
- دریافت «جایزه ارژونا» در سال ۲۰۱۰: توسط وزارت امور جوانان و ورزش، دولت هند به او اهدا شد.[۱۲]